# La Ruana
La Ruana, denominada oficialmente como Felipe Carrillo Puerto, es una localidad del estado mexicano de Michoacán de Ocampo, que forma parte del municipio de Buenavista y de la región de la Tierra Caliente.

## Localización
La Ruana se encuentra localizada en la Tierra Caliente michoacana, al oeste del territorio y muy cercana a los límites con el estado de Jalisco. Sus coordenadas geográficas son 19°09′39″N 102°42′32″O / 19.16083, -102.70889 y se encuentra a una altitud de 321 metros sobre el nivel del mar. Su principal vía de comunicación es una carretera asfaltada de orden estatal que lo une con la Carretera Federal 120, distante unos 8 kilómetros al norte de la población; por esta carretera federal se comunica con la cabecera municipal, Buenavista Tomatlán, hacia el este y con la población de Tepalcatepec hacia el oeste.

## Demografía

### Población de La Ruana 1960-2020[6]
De acuerdo a los resultados del Censo de Población y Vivienda de 2020 realizado por el Instituto Nacional de Estadística y Geografía, La Ruana tiene una población total de 10 247 habitantes que la convierten en la segunda concentración poblacional del municipio; de ese total 5183 son hombres y 5064 son mujeres.
| Gráfica de evolución demográfica de La Ruana entre 1960 y 2020                                    |
|                                                                                                   |
| Población de los censos del Instituto Nacional de Estadística y Geografía (INEGI) de 1960 a 2020. |

## Personas destacadas
- Érick Aguirre (1997), futbolista, SubCampeón de la Copa Mundial de Fútbol Sub-17 de 2013 de Emiratos Árabes Unidos y medallista de bronce en los Juegos Olímpicos de Tokio 2020. Actual convocado de la Selección de fútbol de México.